# Tom Metzger
Thomas Linton Metzger, född 9 april 1938 i Warsaw, Indiana död 4 november 2020 i Hemet, Kalifornien, var en amerikansk vit makt-aktivist, nynazist och grundare av den extremistiska organisationen White Aryan Resistance (WAR). Han var en kontroversiell figur inom den amerikanska högerextrema rörelsen under slutet av 1900-talet och använde massmedier för att sprida rasistisk och antidemokratisk propaganda.
Metzger var tidigare ledare för Kaliforniens gren av Ku Klux Klan och gjorde sig känd för att kombinera klassisk rasideologi med modern medietaktik, såsom TV-framträdanden och nyhetsbrev.

## Biografi
Tom Metzger föddes 1938 i Warsaw, Indiana, i en arbetarklassfamilj. Efter avslutad skolgång tjänstgjorde han i den amerikanska armén och arbetade därefter som TV-tekniker i södra Kalifornien. Under 1960-talet blev han politiskt aktiv som medlem i John Birch Society, en högerkonservativ organisation känd för sina antikommunistiska och konspiratoriska idéer. Han stödde också George Wallaces segregationistiska presidentkampanj 1968.
Under denna period började Metzger förflytta sig längre ut på den politiska högerkanten, där han kom att omfamna öppet rasistiska och nationalistiska idéer.

## Aktivism

### Ku Klux Klan
På 1970-talet gick Metzger med i David Dukes organisation Knights of the Ku Klux Klan. Han blev snart "Grand Dragon" (högsta ledare) för Klanens Kalifornien-avdelning. Under sin tid i KKK organiserade han offentliga manifestationer och paramilitära gränspatruller vid den mexikanska gränsen, kallade Klan Border Watch.
Han blev också känd för sin förmåga att rekrytera unga människor och för att försöka förnya den traditionella vit makt-retoriken genom att anpassa den till modern amerikansk populärkultur.

### White Aryan Resistance (WAR)
År 1982 bröt Metzger med KKK och grundade White Aryan Resistance (WAR), en mer medialt fokuserad rasideologisk organisation. WAR distribuerade ett nyhetsbrev, producerade videor och drev ett lokalt kabel-TV-program med extremt innehåll.
WAR kombinerade vit makt-ideologi med socialistisk retorik riktad mot det etablerade samhället, storföretag och judiskt inflytande. Organisationen arbetade för att attrahera arbetarklassens vita unga män, särskilt genom att rikta sig till skinheads.

## Juridiska problem

### Rättegången om Mulugeta Seraw
1990 dömdes Metzger och hans son John Metzger i en civilrättslig rättegång att betala 12,5 miljoner dollar till familjen till Mulugeta Seraw, en etiopisk student som mördades av tre vita skinheads i Portland, Oregon, 1988. Männen var inspirerade av WAR:s propaganda.
Southern Poverty Law Center (SPLC) företrädde Seraws familj och lyckades bevisa att WAR och Metzger hade inspirerat till våld genom sin retorik, även om han inte direkt beordrat attacken. Domen blev ett rättsligt prejudikat för att hålla hatgrupper civilt ansvariga för våldsamma handlingar.

### Andra juridiska frågor
Metzger greps vid flera tillfällen under 1980- och 1990-talen, bland annat för olaga demonstrationer och hatbrott. Han fortsatte dock sin verksamhet, ofta genom flygblad, telefonsvarare och senare genom internet.

## Medier och kultur
Metzger blev ökänd för att delta i flera amerikanska talkshows, däribland Oprah, Geraldo Rivera Show och Larry King Live. Han använde dessa plattformar för att provocera och sprida sina idéer till en bred publik. Under ett särskilt berömt avsnitt av Geraldo, utbröt ett bråk mellan Metzger, medlemmar av WAR och medborgarrättsaktivister, vilket slutade med att Geraldo bröt näsan.

## Senare år och död
Under 2000-talet fortsatte Metzger att sprida sin ideologi genom internet och självpublicerade skrifter. Han förblev politiskt aktiv, men hans inflytande minskade då nya former av extremism tog plats i den digitala eran. Metzger uttryckte ibland kritik mot det republikanska partiet och förespråkade en form av vit etnonationalistisk socialism.
Tom Metzger avled den 4 november 2020 i Hemet, Kalifornien, 82 år gammal.

## Eftermäle
Tom Metzger betraktas som en av de mest kända och ökända figurerna inom den amerikanska vit makt-rörelsen. Hans försök att kombinera massmedia, populistisk retorik och rasideologi gjorde honom till en pionjär för hur modern extremism fungerar i offentligheten. Organisationer som Southern Poverty Law Center och Anti-Defamation League följde hans aktiviteter noggrant och betraktade honom som en av de farligaste hatpredikanterna i USA.